# Manzo di Kobe
Il manzo di Kobe (神戸ビーフ?, Kōbe Bīfu) è il bovino la cui carne è una specialità gastronomica giapponese. È un wagyū (bovino giapponese) di manto nero della razza di Tajima, allevato nella prefettura di Hyōgo, l'antica provincia di Tajima, in Giappone. Questa razza fa parte della "razza nera giapponese" (黒毛和種?, Kuroge washu), che comprende altre razze simili allevate a Tottori, Shimane e Okayama.
Il manzo di Kobe era rinomato per il sapore, la tenerezza e la struttura grassa e ben marezzata. Può essere preparato alla griglia, su piastra (Teppanyaki); come componente del Sukiyaki e in molti altri modi. In Giappone viene anche chiamato carne di Kobe (神戸肉? Kobe niku), Kobe gyu (神戸牛?) o mucca di Kobe (神戸牛? Kobe ushi).

## Caratteristiche
Il manzo di Kobe è un marchio registrato, depositato in Giappone dall'Associazione per la promozione, distribuzione e marketing della carne di Kobe (神戸肉流通推進協議会?, Kōbeniku Ryūtsū Suishin Kyōgikai). Per essere chiamato "di Kobe", un bovino deve avere le seguenti caratteristiche:
- deve appartenere alla razza bovina di Tajima ed essere nato nella prefettura di Hyōgo;
- l'allevatore deve far parte della federazione della prefettura di Hyōgo;
- deve essere una mucca vergine (scottona), un manzo o un bue;
- deve essere macellato al mattatoio di Kobe, Nishinomiya, Sanda, Kakogawa o Himeji nella prefettura di Hyōgo;
- deve avere un rapporto di marezzatura di 6º livello o superiore;
- il peso lordo del manzo deve essere tra i 230 ed i 470 chilogrammi per la femmina ed i 260 ed i 470 chilogrammi per il maschio[4].

La leggenda vuole che l'alimento principale del manzo sia il grano, insieme alla birra, e che questo venga massaggiato con del sakè. Alla diffusione di questa leggenda ha contribuito anche una scena del film Mondo cane del 1962, ma di tutto ciò non si trova alcun riscontro nella realtà. I bovini vengono effettivamente spazzolati, ma soprattutto per tenerli puliti.